# May Telmissany
May Telmissany (arabiska: مي التلمساني), är en egyptisk-kanadensisk författare och akademiker som föddes i Kairo 1965. Hon studerade franskspråkig litteratur vid Ain Shams universitet i Kairo och jobbade under flera på den franskspråkiga sektionen av Radio Cairo och i konstfakuliteten vid Menoufia University. Hon levde under några år i Paris.
Telmissany erhöll 1995 en master i franskspråkig litteratur från Cairo University. Hon flyttade till Kanada 1998 för fortsatta studier och erhöll 2005 en Filosofie doktor från Université de Montréal via ett stipendium från CIDA. Hon har därefter undervisat vid universitet i Montréal, Concordia University och McGill University. 
Hennes första roman Dunyazad (1997) fick goda recensioner och översattes till franska, engelska, spanska och tyska. Romanen fick 2002 års Ulysses Prize för bästa första roman och 2002 års State Prize för bästa självbiografi i Egypt. Hennes andra roman Heliopolis utgavs 2001..

## Verk
- Dunyazad (1997)
- Heliopolis (2002)